# (33053) 1997 UB12
1997 UB12 (asteroide 33053) é um asteroide da cintura principal. Possui uma excentricidade de 0.18287540 e uma inclinação de 0.29202º.
Este asteroide foi descoberto no dia 23 de outubro de 1997 por Spacewatch em Kitt Peak.